# Barton (Dakota del Nord)
Barton è un census-designated place (CDP) degli Stati Uniti d'America della contea di Pierce nello Stato del Dakota del Nord. La popolazione era di 20 abitanti al censimento del 2010.

## Geografia fisica
Barton è situata a 48°30′25″N 100°10′34″W (48.506944, −100.176111).
Secondo lo United States Census Bureau, la città ha una superficie totale di 1,13 km², dei quali 0,88 km² di territorio e 0,26 km² di acque interne (22,65% del totale).

## Storia
Barton fu fondata nel 1887 su un incrocio della Great Northern Railway. La città originariamente si chiamava Denney. La città fu ribattezzata in Barton il 13 giugno 1893 dal direttore postale James A. Tyvand. Barton fu incorporata nel 1906, e la città raggiunse un picco di 202 abitanti nel 1910. La popolazione di Barton scese a 38 abitanti nel 1980. Barton fu disincorporata nel 1997.

## Società

### Evoluzione demografica
Secondo il censimento del 2010, la popolazione era di 20 abitanti.

### Etnie e minoranze straniere
Secondo il censimento del 2010, la composizione etnica del CDP era formata dal 100% di bianchi, lo 0% di afroamericani, lo 0% di nativi americani, lo 0% di asiatici, lo 0% di oceanici, lo 0% di altre razze, e lo 0% di due o più etnie. Ispanici o latinos di qualunque razza erano lo 0% della popolazione.